# نیروی دریایی تایوان
نیروی دریایی جمهوری چین (انگلیسی: Republic of China Navy) نیروی دریایی زیرمجموعه نیروهای مسلح جمهوری چین (تایوان) است، که در سال ۱۹۲۴ تأسیس شد.